# Koninklijke Bibliotheek 79 K 2

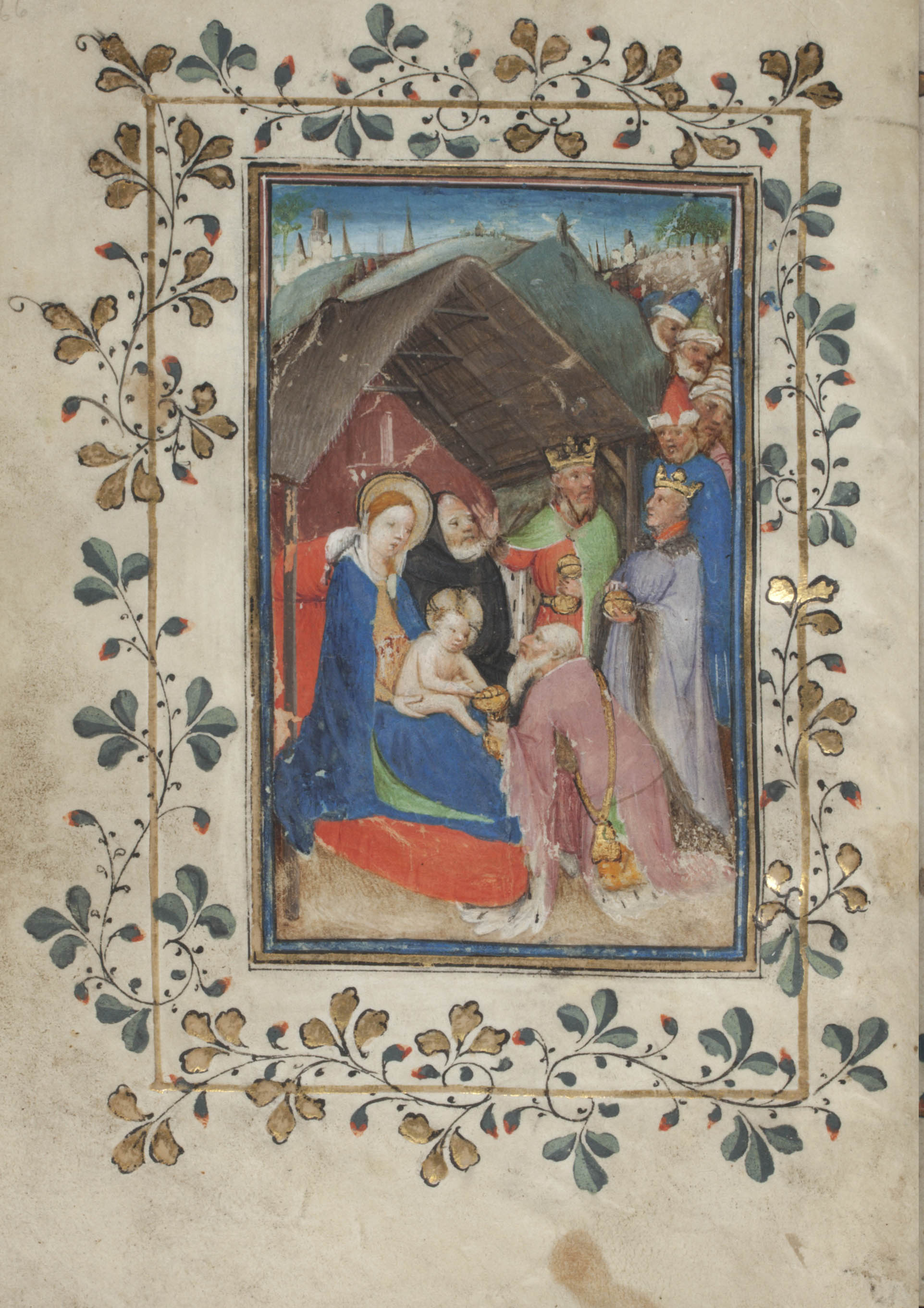
Getijdenboek Zweder van Culemborg uit de Koninklijke Bibliotheek

Manuscript 79 K 2 (ook bekend als Getijdenboek van de Meesters van Zweder van Culemborg of Zweder getijdenboek) is een getijdenboek in het Middelnederlands uit de 15e eeuw. Het is verlucht door de Meesters van Zweder van Culemborg, een groep Utrechtse verluchters. Tegenwoordig wordt het handschrift bewaard in de Koninklijke Bibliotheek. Dit 'getijdenboek van de Meesters van Zweder van Culemborg' is een van de zeventig topstukken van de Koninklijke Bibliotheek. Het exemplaar in de Koninklijke Bibliotheek is incompleet: aan het eind ontbreken de Litanie en het Dodenofficie. Opmerkelijk is dat het niet begint met de Mariagetijden, maar met de Korte getijden van de Heilige Geest. Ook de vervlechting van prozateksten over het leven en de passie van Christus in de Kruisgetijden is bijzonder.

## Inhoud
- Kalender voor het bisdom Utrecht (fol. 1r-11v)
- Korte getijden van de Heilige Geest (fol. 13r-60r)
  - Metten (fol. 13r-20v)
  - Priem (fol. 21r-26r)
  - Terts (fol. 28r-32v)
  - Sext (fol. 34r-38v)
  - None (fol. 39r-44v)
  - Vespers (fol. 45r-51v)
  - Completen (fol. 52r-60r)
- Prozaversie van het leven en de passie van Christus (fol. 61r-70r)
  - 'Van sancte Lazarus' (fol. 61r-62r)
  - 'Vanden palm daghe' (fol. 63r-64r)
  - 'Vanden auontmael ons Heren' (fol. 65r-67v)
  - 'Hoe onse Here bede inden berch van Oliueten' (fol. 67v-70r)
- Korte Kruisgetijden (fol. 71r-89r)
  - Metten (fol. 71r-73v)
  - Prime (fol. 74r-76r)
  - Terts (fol. 77r-79r)
  - Sext (fol. 80r-81v)
  - None (fol. 83r-85r)
  - Vespers (fol. 86r-87v)
  - Completen (fol. 88r-89r)
- Prozaversie van het leven en de passie van Christus (vervolg) (fol. 90r-94r)
  - 'Hoe die coninc der glorien Ihesus Christus begrauen was' (fol. 90r-90v)
  - 'Vander verrisenisse ons Heren' (fol. 91r-92r)
  - 'Vander hemeluaert Christi' (fol. 93r-94r)
- Gebeden tot Christus (fol. 95r-101r)
  - 'Hier beghint ene zuuerlike vermaninge tot onsen Here vanden wee onser Vrouwen' Inc.: 'O Here Ihesu Christe ic sundighe mensche bid ende vermane di oetmoedeliken doer dinen ghebenediden doot, ende doer die weerdicheit dijnre alreliefster moeder Marien […]' (fol. 95r-96r)
  - inc.: 'O Here Ihesu Christe ic bid ende vermane di oetmoedeliken doer dinen iamerliken doot, ende doer die weerdicheit dijnre lieuer moeder Marien' (fol. 96r-97r)
  - inc.: 'O Here Ihesu Christe ic bid ende vermane di goedertierenlike doer dinen zalighen doot, ende door die weerdicheit dijnre moeder' (fol. 97r-98r)
  - inc.: 'Here Ihesu Christe ic bid ende vermane di doer dinen bitteren doot, ende doer dijnre moeder eer' (fol. 98r-99r)
  - inc.: 'O Here Ihesu Christe ic bid ende vermane di doer dien alre smadelicsten doot dien du liden woudes doer mi, ende om die weerdicheit dijnre alreliefster moede'” (fol. 99r-101r)
- Suffragiën (fol. 102r-135v)
  - 'Vander heiligher driuoldicheit' (fol. 102r-103r)
  - 'Vanden heiligher cruce' (fol. 103r-104r)
  - 'Van onser lieuer Vrouwen' (fol. 105r-106r)
  - 'Van sancte Michiel engel' (fol. 107r-108r)
  - 'Van sancte Johan baptist' (fol. 109r-109v, 112r)
  - 'Van sunte Cunera' (fol. 110r-111r)
  - 'Van sancte Johan ewangelist' (fol. 113r-113v)
  - 'Van sancte Bartholomeus' (fol. 115r-116r)
  - 'Van sancte Jorijs ridder' (fol. 117r-118r)
  - 'Van sancte Christofel' (fol. 119r-120r)
  - 'Van sancte Martijn' (fol. 121r-121v)
  - 'Van sancte Anthonis abt' (fol. 123r-124r)
  - 'Van sancte Maria Magdalena' (fol. 125r-126v)
  - 'Van sancte Agniet' (fol. 127r-127v)
  - 'Van sancte Katherina' (fol. 128r-128v)
  - 'Van sancte Barbara' (fol. 129r-130r)
  - 'Van sancte Dorothea' (fol. 131r-132r)
  - 'Van sancte Cecilia' (fol. 133r-133v)
  - 'Van alden heilighen' (fol. 134r-135v)
- Zeven Boetepsalmen (fol. 136r-155v)
  - Psalm 6, [Domine ne in furore] (fol. 136r-137v)
  - Psalm 31, 'Beati quorum' (fol. 137v-140r)
  - Psalm 37, 'Domine ne in furore' (fol. 140r-143v)
  - Psalm 50, 'Miserere mei Deus' (fol. 144r-147r)
  - Psalm 101, 'Domine exaudi' (fol. 147r-151v)
  - Psalm 129, 'De profundis' (fol. 151v-152v)
  - Psalm 142, 'Domine exaudi' (fol. 152v-155r)
  - Antifoon 'Saluator' (fol. 155r-155v)

## Afbeeldingen

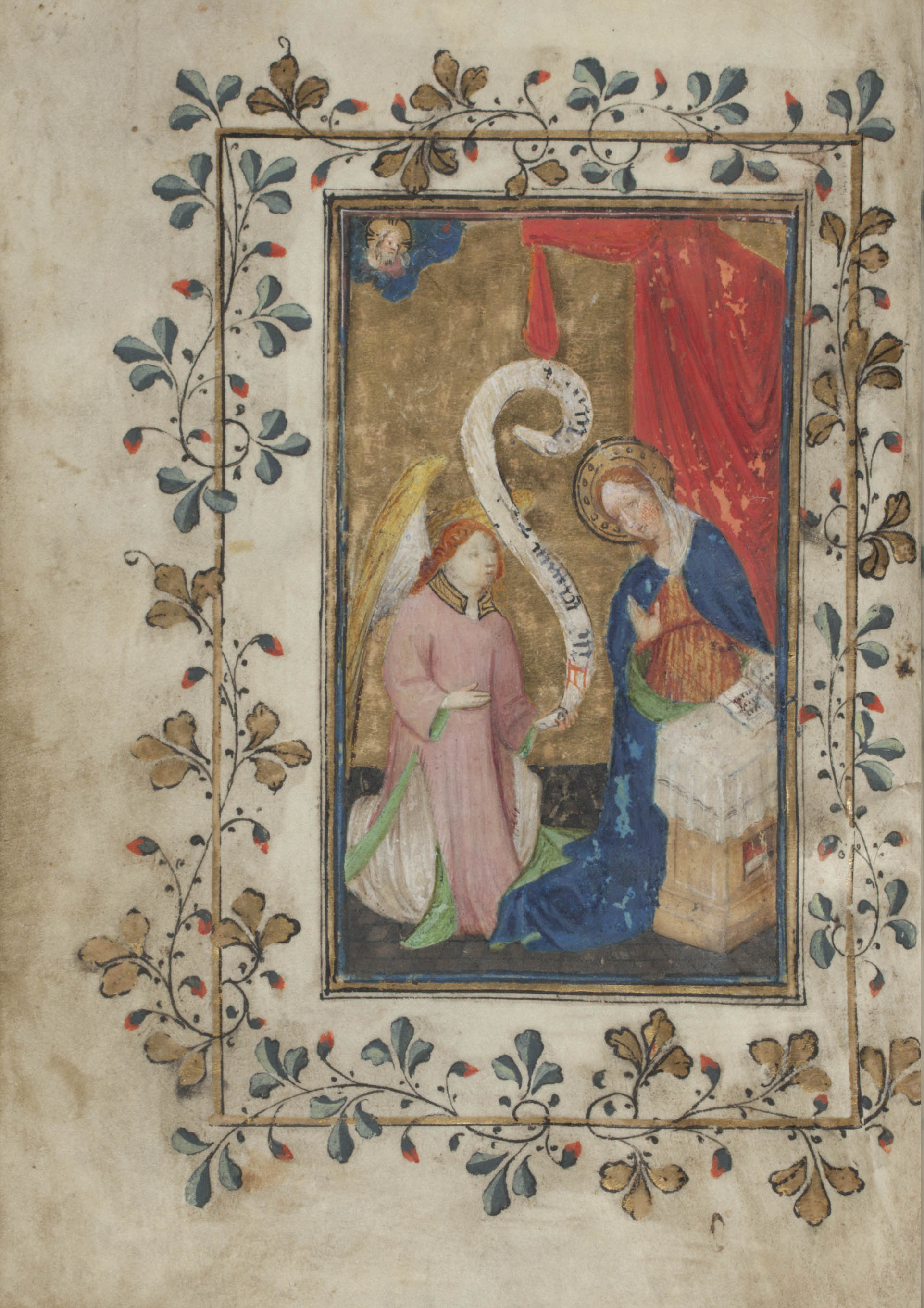
Folio 12verso
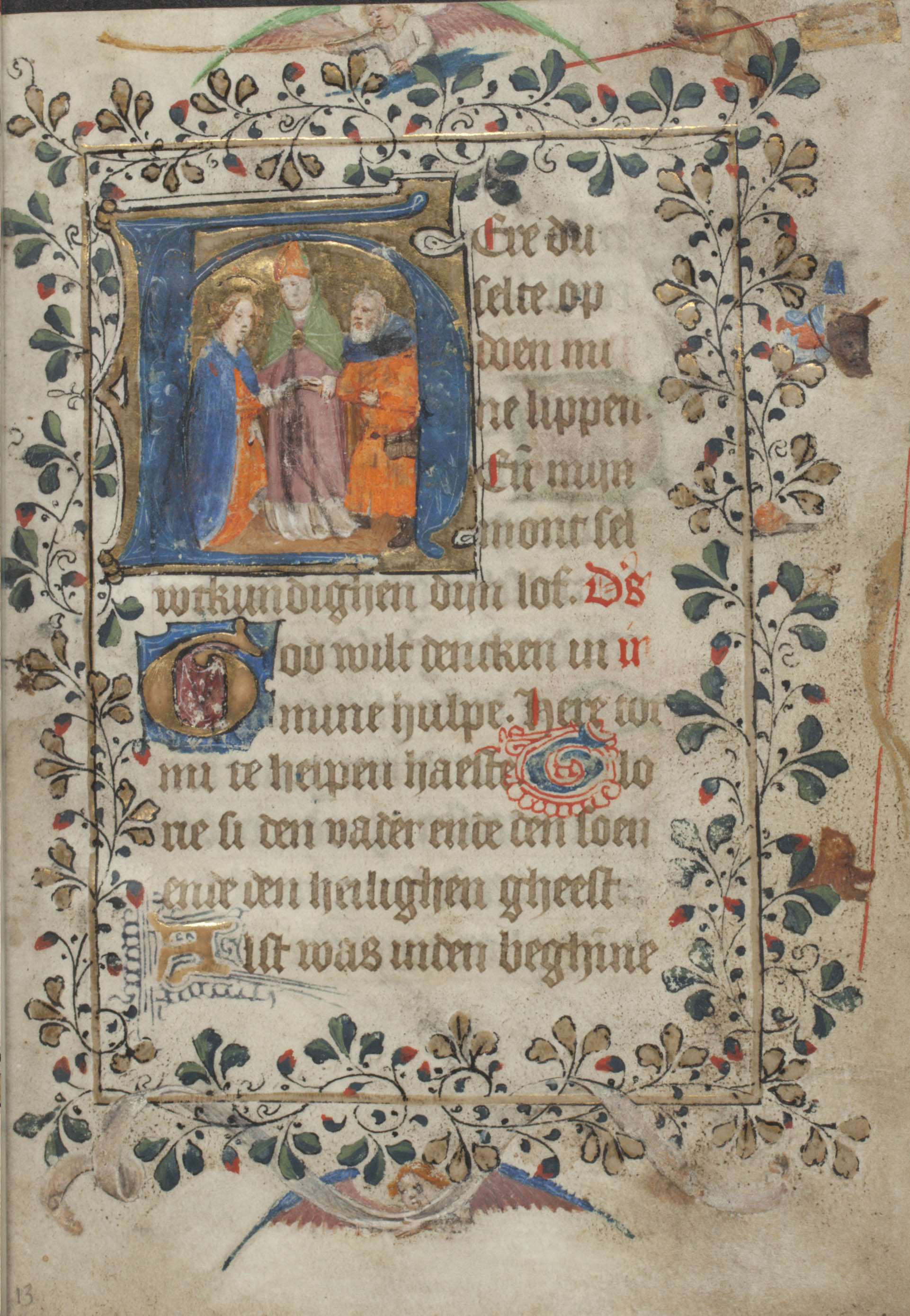
Folio 13recto
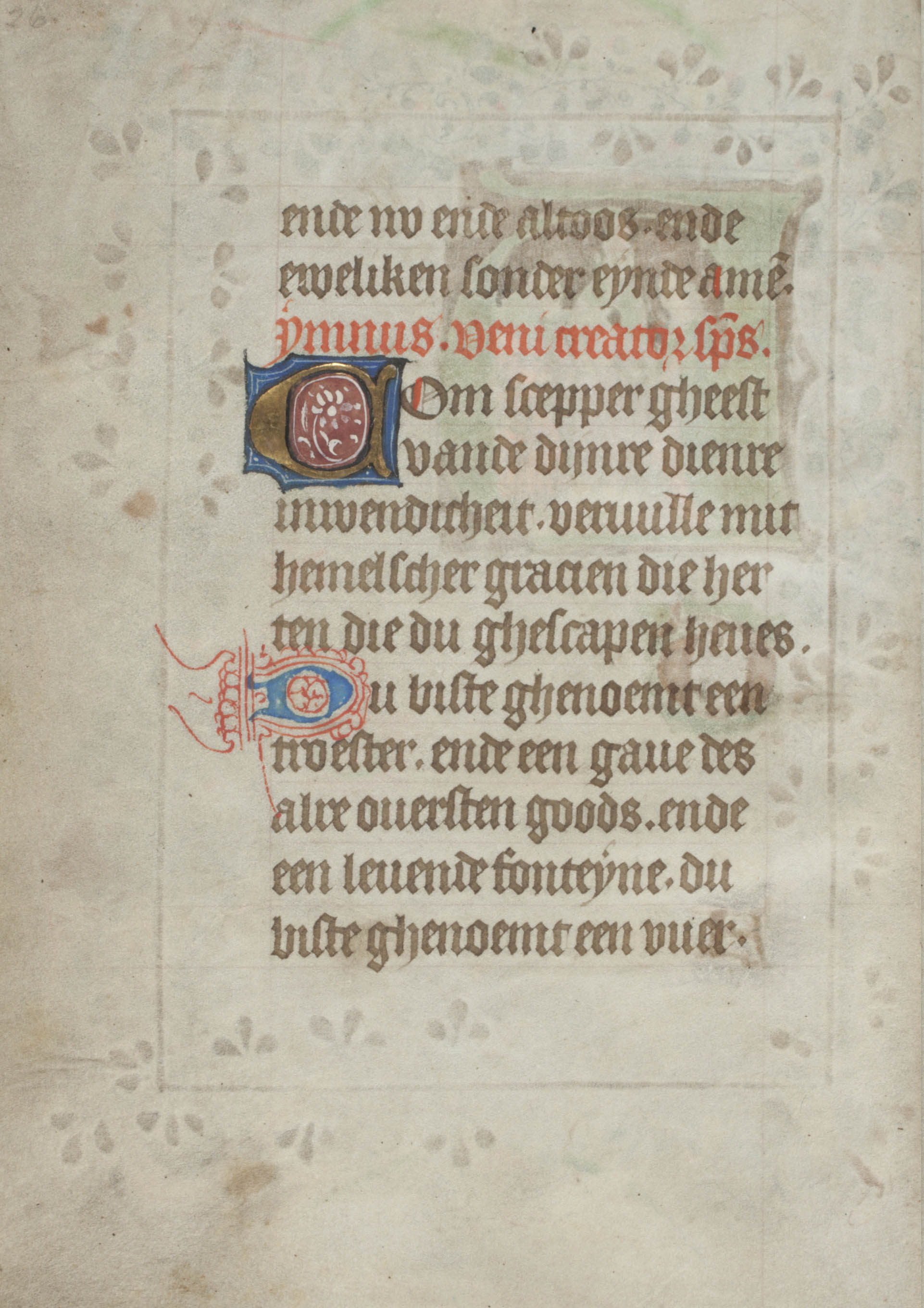
Folio 13verso
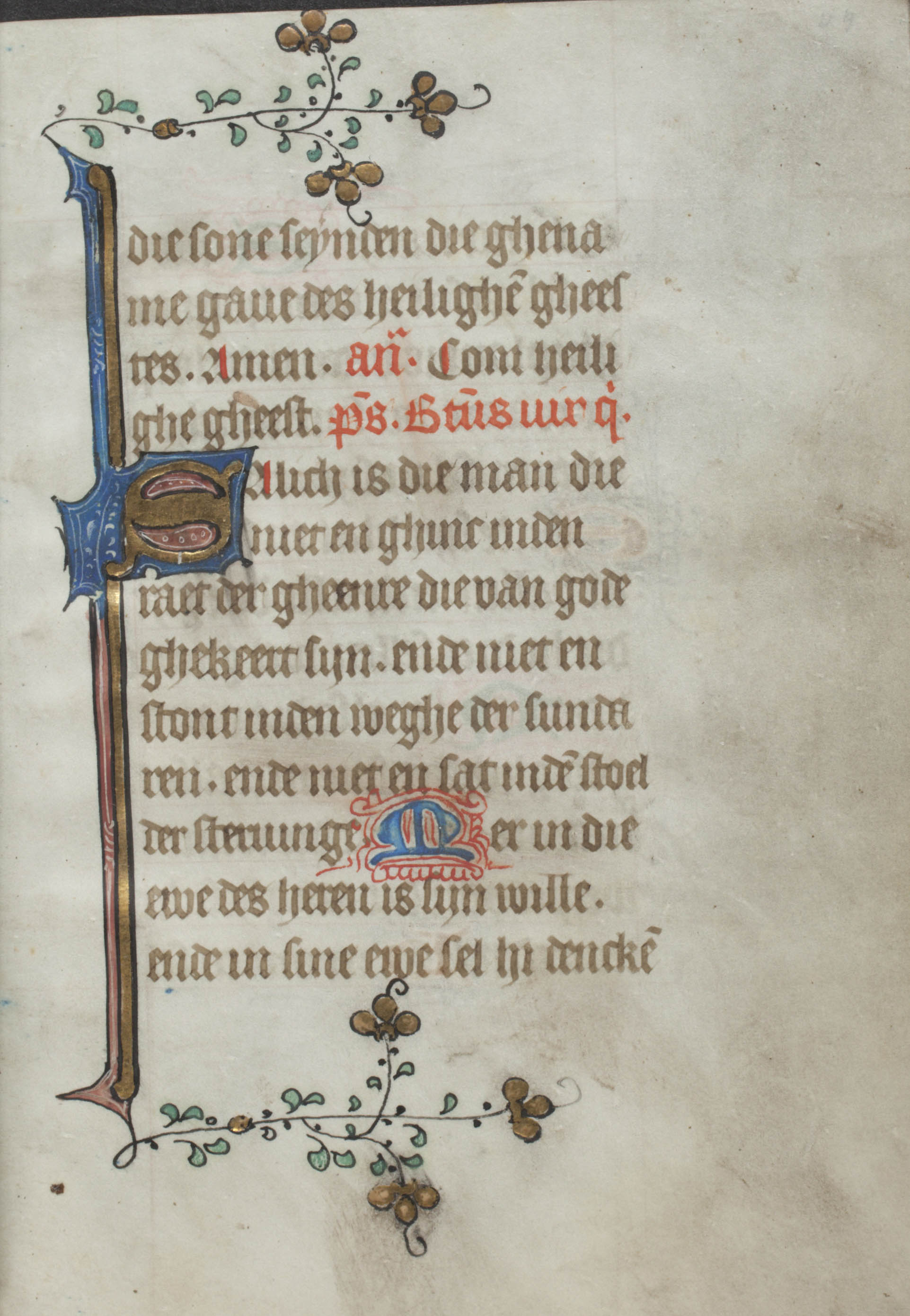
Folio 15recto
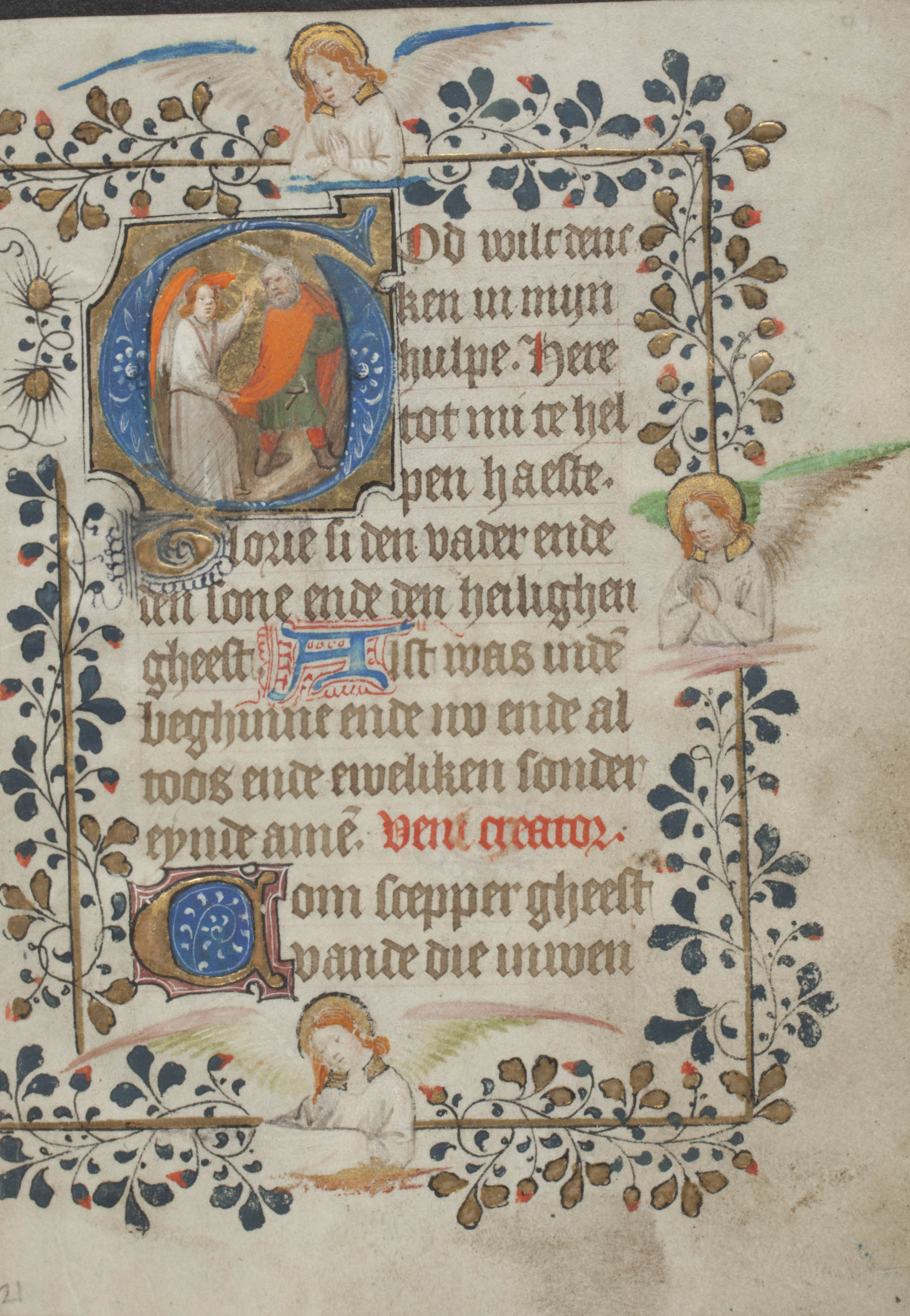
Folio 21recto
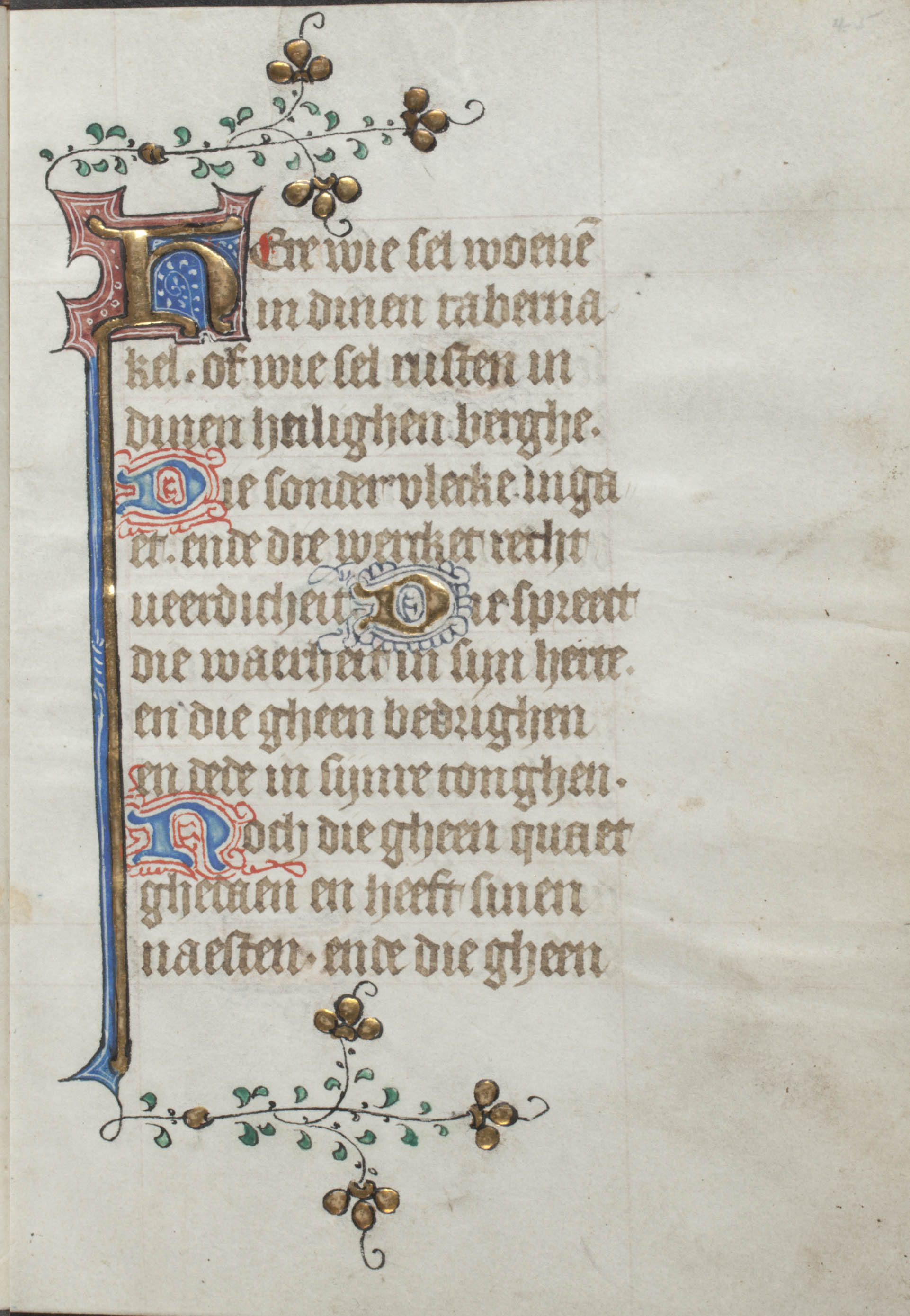
Folio 23recto
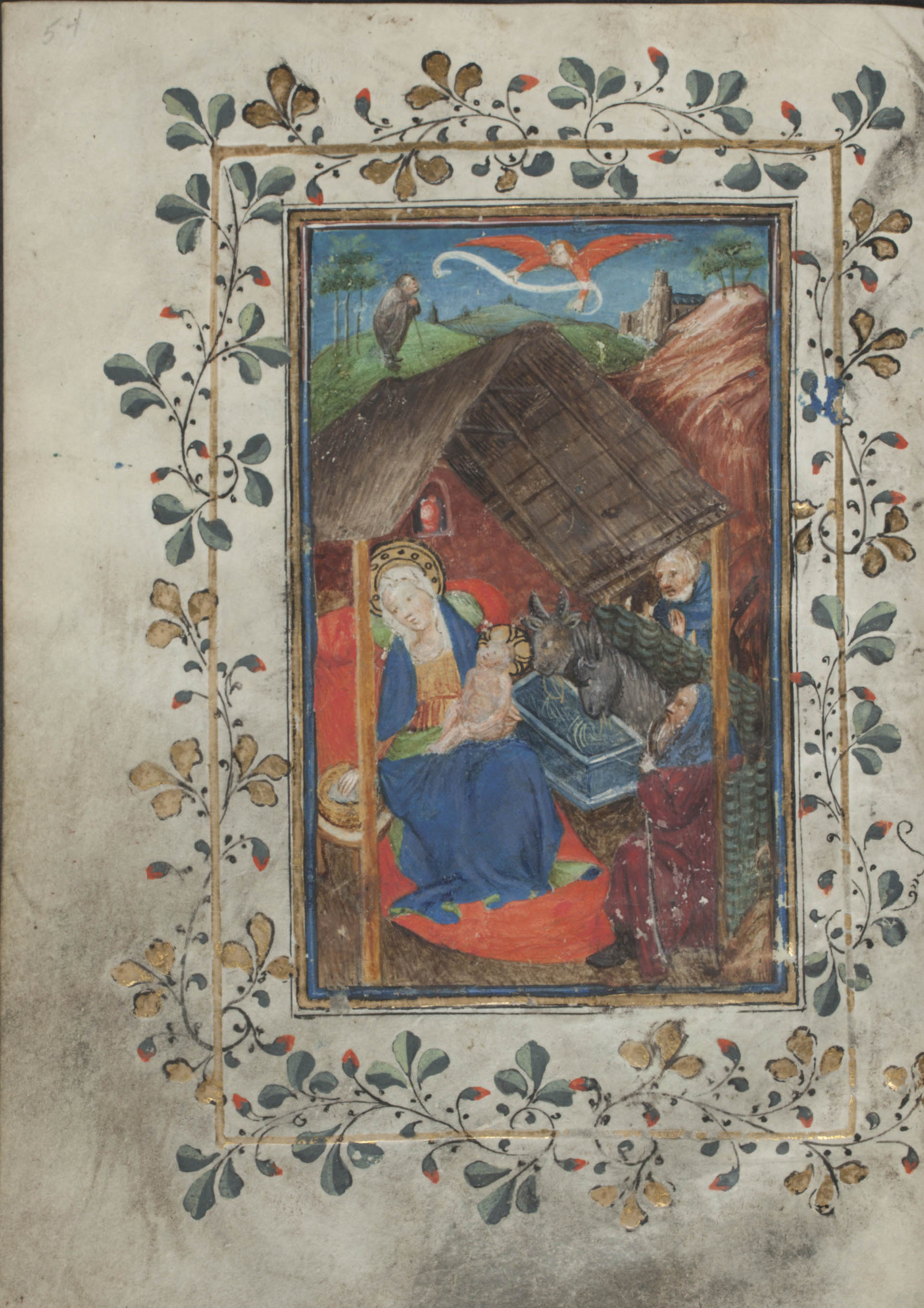
Folio 27verso